# Antoni Jeziorański

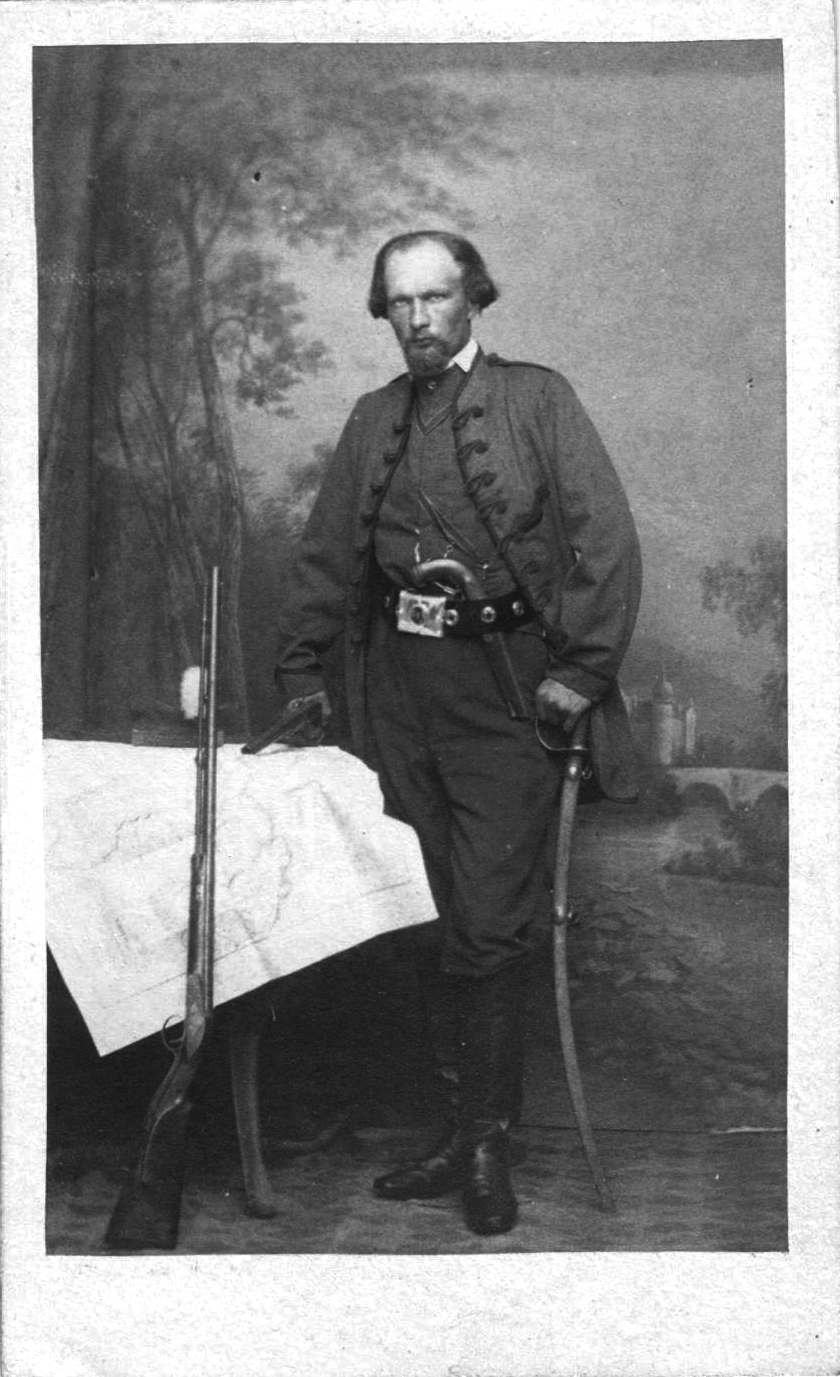
Antoni Jeziorański, carte de visite z Zakładu A. Huebnera w Krakowie

Antoni Jeziorański, ps. „Antoni Jovanovic” (ur. 13 czerwca 1821 w Warszawie, zm. 16 lutego 1882 we Lwowie) – generał polski powstania styczniowego, naczelnik wojenny powiatu rawskiego, naczelnik wojenny województwa lubelskiego w kwietniu i maju 1863 roku.

## Życiorys
Pochodził z żydowskiej rodziny frankistów. Był synem Franciszka Ksawerego Jeziorańskiego (1783–1856) i Marianny Zagrodzkiej (1802–1867), oraz bratem stryjecznym Jana.
W maju 1848, na wieść o Wiośnie Ludów przedostał się do Galicji. W październiku został instruktorem Gwardii Narodowej w Krośnie. Zagrożony aresztowaniem przedostał się na Węgry, gdzie wstąpił do pułku jazdy Legionu Polskiego gen. J. Wysockiego. W czasie powstania węgierskiego wziął udział w kampanii na Słowacji. W czasie trwania powstania awansował na podoficera, a później na podporucznika. Po bitwie pod Temeszwarem wraz z resztkami oddziału J. Wysockiego uszedł do Turcji. Rozpoczął służbę w oddziałach polskich, w wojsku tureckim. Objął stanowisko konserwatora i renowatora twierdzy w Belgradzie. Wziął udział w wojnie krymskiej 1854–1855, służąc w oddziale Władysława Zamoyskiego. W 1859(1861?), przyjechał do Warszawy, gdzie włączył się w nurt konspiracji niepodległościowej. Został przez Rosjan aresztowany. Uwolniony za poręczeniem, został ponownie zatrzymany w 1862 i osadzony w X Pawilonie Cytadeli Warszawskiej.
Jeden z czołowych dowódców powstania styczniowego 1863. 14 stycznia 1863, w stopniu pułkownika, mianowany naczelnikiem wojennym powiatu rawskiego.
W lasach w okolicach Jeruzala, przeprowadził koncentrację swojego oddziału w sile 400 ludzi. 4 lutego wykonał udane uderzenie na Rawę Mazowiecką, zdobywając rosyjskie koszary, pozyskując broń i biorąc jeńców. 22 lutego otrzymał rozkaz podporządkowania się gen. Marianowi Langiewiczowi. Po drodze włączał do swojego oddziału mniejsze partie powstańcze i staczał potyczki z wojskami rosyjskimi. Mianowany przez Langiewicza generałem. Brał udział w bitwie pod Pieskową Skałą i bitwie pod Skałą.
Jako przeciwnik dyktatury Langiewicza, poróżniony ze swoim dowódcą, przeszedł granicę austriacką. W marcu mianowany naczelnikiem wojennym województwa lubelskiego. W kwietniu na czele oddziału liczącego 800 osób wkroczył do Królestwa Polskiego. 1 maja pobił Rosjan w kilkudniowej bitwie pod Kobylanką. Poniósł porażkę pod Hutą Krzeszowską. Zgrupowanie jego zostało osłabione wysokimi stratami. Pomawiany o niewłaściwa postawę, oczyścił się z zarzutów. W dalszych walkach wykazał talent i opanowanie. Wobec beznadziejności dalszej walki złożył broń w 1864 w zaborze austriackim, po czym udał się do Galicji, gdzie ukrywał się w domu hr. Konarskiej w Chrewcie. Aresztowany przez policję austriacką, więziony w Kufsteinie i Meranie. Zwolniony z więzienia w czerwcu 1865, wyjechał do Paryża. W 1873 (1870?), osiadł we Lwowie. Pracował w Wydziale Krajowym,
Z małżeństwa z Natalią z Horbowskich zawartego w 1860 r. miał córkę Marię.
Pochowany na cmentarzu Łyczakowskim. Pozostawił „Pamiętniki”.
Zmarli powstańcy 1863 roku zostali odznaczeni przez prezydenta RP Ignacego Mościckiego 21 stycznia 1933 roku Krzyżem Niepodległości z Mieczami.